# Gallifrey
Gallifrey é um planeta fictício da série de televisão Doctor Who. É o planeta natal do Doutor e dos Senhores do Tempo. É o mundo natal original dos Time Lords, a civilização à qual o protagonista principal, o Doutor pertence. Ele está localizado em um sistema estelar binário a 250 milhões de anos-luz da Terra.
Foi mostrado pela primeira vez em The War Games (1969) durante o julgamento do segundo doutor, embora não tenha sido identificado pelo nome até The Time Warrior (1973–74).
Na série revivida (2005 em diante) Gallifrey foi originalmente referido como tendo sido destruído na Guerra do Tempo, que foi travada entre os Senhores do Tempo e os Daleks. Ele foi retratado em um flashback em "The Sound of Drums" (2007) e apareceu com destaque em "The End of Time" (2009-10).
Nunca é definitivamente afirmado quando as aparições de Gallifrey acontecem. Como o planeta é frequentemente alcançado por meio de viagens no tempo, seu presente relativo poderia existir em quase qualquer lugar no passado ou futuro da Terra, bem como em qualquer lugar no universo concebível.

## Geografia e aparências
Do espaço, Gallifrey é visto como um planeta amarelo-laranja e estava perto o suficiente das vias espaciais centrais para que as espaçonaves precisassem de autorização do Controle de Tráfego Espacial Gallifreyano enquanto passavam por seu sistema. O planeta estava protegido de ataques físicos por uma barreira impenetrável chamada de campo de força quântica e de incursões de teletransporte pela barreira de transdução - que poderia ser reforçada para repelir a maioria dos níveis deste tipo de ataque tecnológico.
A principal cidade dos Senhores do Tempo, chamada The Capitol, consiste em torres brilhantes protegidas por uma poderosa cúpula de vidro. Fora do Capitol é um deserto com planícies de grama vermelha, como mencionado pelo Doutor em Gridlock, bem como "The End of Time". A chamada "segunda cidade" do planeta é Arcádia, e é vista caindo para os Daleks no minisódio de 2013 "The Last Day".
A neta do Doutor, Susan, primeiro descreve seu mundo natal (não chamado de "Gallifrey" na época) como tendo árvores brilhantes com folhas prateadas e um céu laranja queimado à noite na série The Sensorites (1964). Isso lança uma tonalidade âmbar em qualquer coisa fora da cidade, como visto em The Invasion of Time. No entanto, o céu de Gallifrey parece azul e semelhante à Terra em The Five Doctors (1983) dentro da zona da morte isolada.
Em The Time Monster, o Terceiro Doutor diz que "Quando eu era pequeno, morávamos em uma casa que ficava empoleirada no meio do topo de uma montanha", explicando: "Eu desci aquela montanha correndo e descobri que o as rochas não eram nada cinzas - mas eram vermelhas, marrons, roxas e douradas. E aquelas pequenas manchas patéticas de neve lamacenta brilhavam de branco. Brilhavam à luz do sol". Em "Gridlock", o Décimo Doutor ecoa a descrição de Susan do mundo agora chamada de Gallifrey e vai além ao mencionar as vastas cadeias de montanhas "com campos de grama vermelha profunda, cobertos de neve". Ele então elabora como o segundo sol de Gallifrey "nasceria no sul e as montanhas brilhariam", com as árvores com folhas prateadas parecendo "uma floresta em chamas" pela manhã.
As terras devastadas do exterior de Gallifrey são onde residem os "Outsiders", The Doctor Who Role Playing Game lançado pela FASA iguala os Outsiders aos "Shobogans", que são brevemente mencionados na série The Deadly Assassin. Os resíduos de Gallifrey incluem a Zona da Morte, uma área que foi usada como arena de gladiadores pelos primeiros Senhores do Tempo, colocando várias espécies sequestradas em seus respectivos fusos horários umas contra as outras (embora Daleks e Cybermen fossem considerados perigosos demais para uso). Dentro da Zona da Morte está a Tumba de Rassilon, o fundador da sociedade Senhor do Tempo.
Em algum lugar em Gallifrey há também um instituto chamado Academia, do qual o Doctor e vários outros Time Lords participaram.
"The Last Day" menciona pássaros como algo esperado nos céus de Gallifrey. Gallifrey apareceu no especial do 50º aniversário de Doctor Who, "The Day of the Doctor", que foi ao ar em 23 de novembro de 2013.

## História

### No quadro
Poucos detalhes sobre a história do próprio planeta emergem da série original de 1963–1989. Em "The End of the World" (2005), o Nono Doutor afirma que seu planeta natal foi destruído em uma guerra e os Senhores do Tempo com ele. O episódio também indica que os Senhores do Tempo serão lembrados em um futuro distante. Posteriormente, em "Dalek" (2005), é revelado que a última grande Guerra do Tempo foi travada entre os Senhores do Tempo e os Daleks, terminando na obliteração de ambos os lados e com apenas dois sobreviventes aparentes; o Doutor e um Dalek solitário que de alguma forma caiu no tempo e caiu na Terra. Na conclusão desse episódio, o Dalek sobrevivente se autodestrói, deixando o Nono Doutor acreditando que ele era o único sobrevivente da Guerra do Tempo. No entanto, os Daleks retornam em "Bad Wolf"/"The Parting of the Ways" (2005), e, posteriormente, em várias outras histórias.
A referência do Décimo Doutor a Gallifrey em "The Runaway Bride" (2006) é a primeira vez que o nome de seu mundo natal foi dado na tela desde o início da nova série. A revelação do Doctor de que ele era de Gallifrey provoca terror na Empress of the Racnoss. O Décimo Doutor em forma humana (como "John Smith") menciona Gallifrey em "Human Nature" (2007) e é questionado se foi na Irlanda; esta é a mesma pergunta feita nas histórias dos anos 1970 The Hand of Fear e The Invisible Enemy.